# Termoli (stacja kolejowa)
Termoli (włoski: Stazione di Termoli) – stacja kolejowa w Termoli, w regionie Molise, we Włoszech. Znajdują się tu 3 perony.
Stacja kolejowa posiada kategorię srebrną, ponieważ jest obsługiwana przez pociągi długodystansowe InterCity i Eurostar City "Frecciabianca", i posiada 5 torów znajdujące się przy 3 peronach (łącznie siedem). Jest również wyposażona w wiele udogodnień dla pasażerów.